# Stance (Vranje)
Pour l’article homonyme, voir Stance.
Stance (en serbe cyrillique : Станце) est un village de Serbie situé sur le territoire de la Ville de Vranje, district de Pčinja. Au recensement de 2011, il comptait 81 habitants.

## Démographie
| 1948 | 1953 | 1961 | 1971 | 1981 | 1991 | 2002 | 2011 |
| ---- | ---- | ---- | ---- | ---- | ---- | ---- | ---- |
| 287  | 298  | 270  | 210  | 160  | 129  | 113  | 81   |

|  |